# Rolando José Álvarez Lagos
Rolando José Álvarez Lagos (ur. 27 listopada 1966 w Managui) – nikaraguański duchowny katolicki, biskup Matagalpy od 2011, od 2021 również administrator apostolski sede vacante Esteli.

## Życiorys
Święcenia kapłańskie otrzymał 7 grudnia 1994. Został inkardynowany do archidiecezji Managua. Po święceniach został profesorem seminarium w Managui, a niedługo potem także prefektem. W 2006 objął probostwo w parafii św. Franciszka w Managui. Pełnił równocześnie funkcje m.in. archidiecezjalnego i krajowego duszpasterza młodzieży.
8 marca 2011 papież Benedykt XVI mianował go ordynariuszem diecezji Matagalpa. Sakry biskupiej udzielił mu 2 kwietnia 2011 arcybiskup Leopoldo Brenes.
Jako krytyk lewicowego, sandinistowskiego rządu prezydenta Daniela Ortegi został skazany na 26 lat więzienia i pozbawiony obywatelstwa, po tym jak odmówił opuszczenia Nikaragui. Otrzymał zarzuty spisku i rozpowszechniania fałszywych wiadomości. Wcześniej od 2022 przebywał w areszcie domowym. W 2023 sześciu byłych prezydentów Kostaryki (w tym noblista, Oscar Arias) zwróciło się do Norweskiego Komitetu Noblowskiego o przyznanie mu Pokojowej Nagrody Nobla. Apel podpisali prezydenci Hondurasu, Gwatemali i Salwadoru. Wcześniej o przyznanie takiej nagrody apelowała organizacja Międzyamerykańska Pomoc Prawna ds. Praw Człowieka i opozycyjna partia Wolni Nikaraguańczycy.
W styczniu 2024 władze Nikaragui uwolniły go z więzienia, opuścił kraj i udał się do Rzymu.